# Kepler-11 g
Kepler-11 g — одна из экзопланет, открытых телескопом «Кеплер».

## Характеристика
Масса пока не известна, получен только верхний предел — 0,95 масс Юпитера. Нижний предел массы Kepler-11 g составляет 10 масс Земли. Она вращается вокруг своей звезды на расстоянии 0,462 ± 0,016 а.е. и делает один оборот за 118,378 ± 0,001 земных суток. Радиус планеты равен 0,3274 ± 0,0313 радиусов Юпитера (3,66 ± 0,35 радиусов Земли), про химический состав пока ничего сказать нельзя, но средняя плотность планеты, учитывая её размеры и массу, должна составлять около 34 г/см³, а сила тяготения на поверхности — примерно 221 м/с², то есть более чем в 22,5 раза выше, чем на Земле. Для сравнения: осмия составляет всего 22,61 г/см³.